# Lei Rouanet
A Lei Rouanet, oficialmente Lei Federal de Incentivo à Cultura é a denominação dada a Lei nº 8.313 do dia 23 de dezembro de 1991.

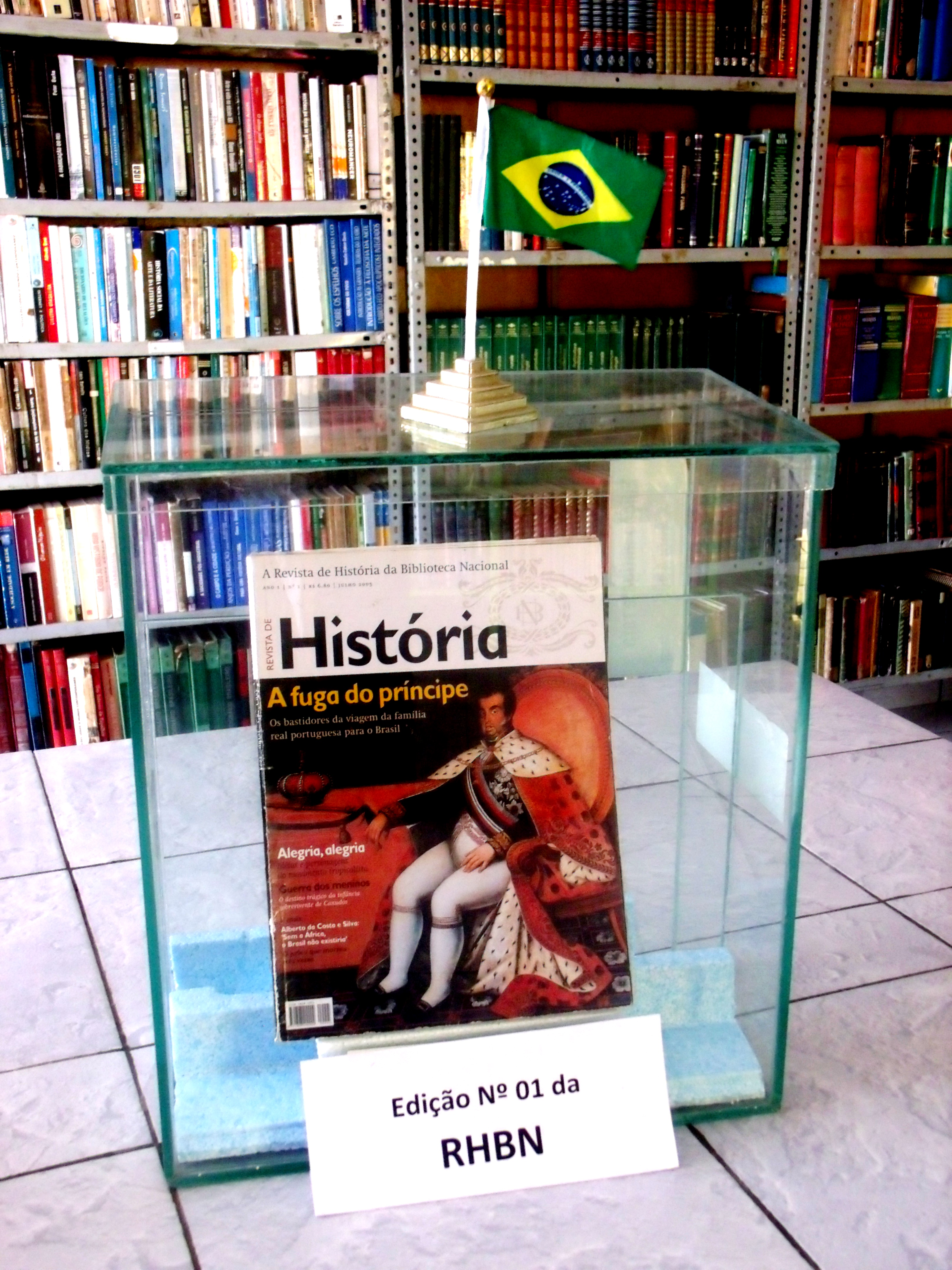
Edição da Revista de História da Biblioteca Nacional, foi a maior revista de literatura historiográfica do Brasil. A publicação contou com apoio monetário da Lei Nacional de Incentivo à Cultura.

De acordo com um estudo realizado em 2018 sobre encomenda do Ministério da Cultura do Brasil, durante os 27 anos de existência dessa lei, a cada R$ 1,00 do que foi investido por patrocinadores em projetos culturais por meio da Lei Rouanet, R$ 1,59 retornou para a economia do país (ou seja, um grau de alavancagem financeira de 59%), e seu impacto reverberou em 68 atividades econômicas diferentes, do transporte ao turismo, do setor alimentício às finanças.

## História
Sancionada pelo então presidente Fernando Collor de Mello a lei instituiu o Programa Nacional de Apoio à Cultura - PRONAC, estabelecendo, naquele momento, as políticas públicas para a cultura nacional. Também ficou conhecida por lei Rouanet (em homenagem a Sérgio Paulo Rouanet, seu criador e secretário de cultura da Presidência da República de então).
As diretrizes para a cultura nacional foram estabelecidas nos primeiros artigos, e sua base é o exercício dos direitos culturais e o livre acesso às fontes de cultura com ênfase na promoção, proteção e valorização das expressões culturais nacionais.
O grande destaque da lei Rouanet é a política de incentivos fiscais que possibilita empresas (pessoas jurídicas) e cidadãos (pessoas físicas) aplicarem uma parte do IR (imposto de renda) devido em ações culturais.
O percentual disponível de 6% do IRPF para pessoas físicas e 4% de IRPJ para pessoas jurídicas, ainda que relativamente pequeno permitiu que em 2017 fossem investidos em cultura, segundo o MinC (Ministério da Cultura) mais de R$ 1,1 bilhão.
Para que um projeto seja aprovado, uma proposta deve ser cadastrada junto ao MinC através do Sistema de Apoio às Leis de Incentivo à Cultura - Salic, disponível no Portal da Rouanet - rouanet.cultura.gov.br. A proposta passa por um exame de admissibilidade, que diz respeito ao seu preenchimento, seu enquadramento na lei e à documentação obrigatória. Uma vez que a proposta seja aprovada nesse exame, ela se transformará em um projeto (com um número de Pronac).  O projeto então recebe sua Homologação de Captação por intermédio de portaria publicada no Diário Oficial da União (DOU). É aberta uma conta do projeto no Banco do Brasil. Ao completar um mínimo de 10% de captação de recursos incentivados, o projeto segue para a emissão do Parecer Técnico em uma das unidades técnicas vinculadas ao MinC. Após o parecer do MinC, o projeto é submetido à apreciação da Comissão Nacional de Incentivo à Cultura - CNIC cujo voto instruirá a decisão final do Ministério - a Homologação da Execução. Para movimentar recursos captados, o saldo da conta deve atingir um mínimo de 20% do valor homologado para execução. O projeto é acompanhado pelo MinC via Salic, mediante a comprovação da aplicação dos recursos captados e eventuais fiscalizações. Concluído o projeto, o MinC realiza a Avaliação dos Resultados e publica sua conclusão no DOU.
A lei surgiu para motivar as empresas e cidadãos a investirem em cultura. O benefício no recolhimento do imposto de renda proporciona estímulo às pessoas físicas e à iniciativa privada no sentido de patrocinar projetos culturais, uma vez que o patrocínio, além de fomentar a cultura, valoriza a marca das empresas junto ao público.

## Críticas
Apesar dos prós, há críticas desfavoráveis à lei. A crítica principal inclui a possibilidade de fundos serem desviados inapropriadamente. Outras críticas afirmam que o governo, no lugar de investir diretamente em cultura, começou a deixar que as próprias empresas decidissem qual forma de cultura merecia ser patrocinada.
Os incentivos da União (governo) à cultura somam 310 milhões de reais: R$30 milhões para a Funarte e R$280 milhões para a Lei Rouanet (porcentagem investida diretamente pela União), enquanto o incentivo fiscal deixa de adicionar aos cofres da união cerca de R$ 1 bilhão por ano (2009) juntamente com aplicações incididas no imposto de renda.
Em 2018, uma tentativa de revogação da Lei Rouanet tramitou no Senado Federal. A Sugestão Legislativa n° 49 de 2017, enviada por um cidadão de São Paulo ao Portal e-Cidadania, pedindo a revogação da lei, foi rejeitada pela Comissão de Direitos Humanos e Legislação Participativa do Senado, seguindo o relatório da senadora Marta Suplicy. A partir de 2019, com a posse de Jair Bolsonaro como presidente do  Brasil, o novo governo anuncia mudanças nos mecanismos de controle da lei federal, uma vez que o novo Presidente prometeu isso durante sua campanha em 2018, entrando em rota de colisão com setores importantes da classe artística.

## Críticas por parte de artistas
Em 2018, durante uma entrevista ao Programa Pânico, da rádio Jovem Pan, o cantor Lobão opinou sobre a Lei Rouanet e afirmou que os maiores beneficiários pertencem ao “coronelato da MPB” e à “máfia do dendê”, em referência a nomes como o ex-ministro da Cultura Gilberto Gil e Caetano Veloso.
Em 13 de março de 2022, Zé Neto da dupla Zé Neto & Cristiano durante um show em Sorriso, Mato Grosso, afirmou que "Não somos artistas que dependem de Lei Rouanet. Nosso cachê quem paga é o povo." Após o comentário que repercutiu nas redes sociais, o artista passou a ser alvo do Ministério Público por eles mesmos terem recebido R$ 400 mil da prefeitura para integrar a grade de programação cultural da festa de 36 anos do município, além de Sorriso, outras 23 prefeituras do estado serão investigadas: Gaúcha do Norte, Porto Alegre do Norte, Figueirópolis D'Oeste, Nortelândia, Salto do Céu, Alto Taquari, Novo São Joaquim, Nova Mutum, Sapezal, Canarana, Acorizal, Brasnorte, Água Boa, São José do Xingu, Vera, Barra do Garças, Juína, Querência, Bom Jesus do Araguaia, Santa Carmem, Matupá, Nova Canaã do Norte e Novo Horizonte do Norte.
Em entrevista concedida ao jornal Folha de S.Paulo, Sérgio Reis afirmou que o cachê pago pelas prefeituras "é dinheiro para o público, não é dinheiro público".

## Lista de realizações com recursos da Lei Rouanet
Muitas instituições foram criadas, construídas ou melhoradas com recursos totais ou parciais provenientes de incentivos da Lei Rouanet.
- Museu da Cidade (Manaus) - 4,4 milhões de reais.[23]
- Museu Judaico de São Paulo. Em 2017  o Ministério da Cultura do Brasil, pelos critérios da Lei Rouanet, deu aval para  a captação de R$ 12.943.694,75 para os finalmentes da construção.[24]